# 트리스타나 (영화)
《트리스타나》(Tristana)는 1970년 개봉한 스페인의 드라마 영화이다. 루이스 부뉴엘이 감독과 공동각본을 맡았으며, 베니토 페레스 갈도스의 동명 소설이 영화의 원작이다.

## 출연

### 주연
- 까뜨린느 드뇌브
- 페르난도 레이

### 조연
- 프랑코 네로
- 롤라 가오스
- 안토니오 카사스
- 헤수스 페르난데즈
- 호세 칼보
- 안토니오 페르안디스
- 호세 마리아 카파렐

## 기타
- 원작자: 베니토 페레스 갈도스
- 미술: 엔리크 알라르콘